# Florentia Viola 2002-2003
Questa voce raccoglie le informazioni riguardanti la Florentia Viola nelle competizioni ufficiali della stagione 2002-2003.

## Stagione
Il 1º agosto 2002, per opera di Diego Della Valle e dell'allora sindaco di Firenze, Leonardo Domenici, nasce la società a responsabilità limitata Fiorentina 1926 Florentia che raccoglie moralmente l'eredità dell'Associazione Calcio Fiorentina, estinta a causa del fallimento: questa, retrocessa nella Serie B 2002-2003 sul campo, fu ulteriormente declassata per inadempienze finanziarie che fecero saltare l'iscrizione al campionato cadetto.
La nuova società, rinominata dai Della Valle Florentia Viola, partecipa così al campionato di Serie C2 2002-2003, durante il quale la formazione di Pietro Vierchowod prima (arrivato alla luce dell'addio di Eugenio Fascetti dopo il fallimento dell'A.C. Fiorentina) e poi di Alberto Cavasin, lotta a lungo con il Rimini per il primo posto che vale la promozione diretta. Il 24 febbraio 2003 le due squadre si ritrovano di fronte per lo scontro diretto e i biancorossi, che già si erano imposti al Franchi, hanno dalla loro 2 punti di vantaggio in classifica oltre al fattore campo. La sfida si conclude però 0-2 per la Florentia Viola, che poi chiuderà con 12 punti di distacco sui romagnoli, ottenendo la promozione in Serie C1. Successivamente, il salto di categoria, si trasformerà, eccezionalmente, in ammissione alla Serie B 2003-2004, a seguito dell'allora Caso Catania, per la retrocessione del Cosenza per il fallimento, per meriti sportivi e per bacino d'utenza.
Il 19 maggio 2003, dopo l'acquisizione del marchio e dei colori sociali da parte di Della Valle, la società prese il nome di ACF Fiorentina.

## Divise e sponsor

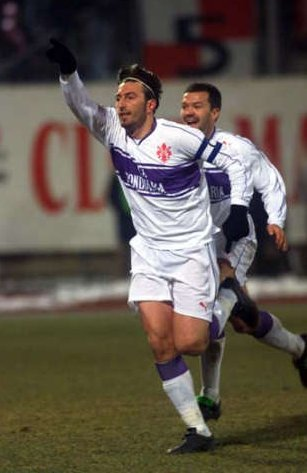
Christian Riganò con la divisa casalinga della Florentia Viola: bianca con fascia orizzontale viola e giglio rosso sul petto.

Lo sponsor tecnico per la stagione 2002-2003 è Puma mentre lo sponsor ufficiale è La Fondiaria. Lo sponsor è al centro della maglia, mentre lo sponsor tecnico e il logo della squadra, ovvero un giglio, si trovano al di sopra, rispettivamente sulla sinistra e sulla destra.
La divisa di casa è composta da una maglia senza colletto a tinta bianca con una grossa striscia centrale viola, contenente lo sponsor, e con i bordi del collo e delle maniche viola. I pantaloncini e i calzettoni sono bianchi con i bordi viola. La divisa in trasferta è composta da una maglia con colletto a tinta rossa, i bordi delle maniche e il colletto è bianco con una striscia centrale viola. I pantaloncini e i calzettoni sono rossi. La terza divisa è stata disegnata dalla Garman ed è interamente gialla. Questa divisa non è però mai stata utilizzata in nessuna gara ufficiale.
| Casa | Trasferta | Terza divisa |

## Organigramma societario
Area direttiva
- Presidente: Leonardo Domenici, poi Gino Salica
- Presidente onorario: Diego Della Valle

Area tecnica
- Direttore sportivo e responsabile area tecnica: Giovanni Galli
- Allenatore: Pietro Vierchowod (1ª-9ª), poi Alberto Cavasin (10ª-34ª)
- Allenatore in seconda: Fausto Salsano (1ª-9ª), poi Gianni Bortoletto (10ª-34ª)
- Preparatore atletico: Antonio Montinari, Marco Ghezzi
- Preparatore dei portieri: Luciano Bartolini

Area sanitaria
- Responsabile sanitario: Dr. Paolo Manetti
- Medico sociale: Dr. Andrea Capalbo
- Fisioterapista: Mauro Citzia
- Scientific advisor: Giuseppe Gueli
- Massaggiatori: Maurizio Fagorzi, Daniele Misseri

## Rosa
| N. |                   | Ruolo | Calciatore                 |
| -- | ----------------- | ----- | -------------------------- |
|    | Italia (bandiera) | P     | Andrea Ivan                |
|    | Italia (bandiera) | P     | Francesco Scotti           |
|    | Italia (bandiera) | D     | Giuseppe Baronchelli       |
|    | Italia (bandiera) | D     | Roberto Ripa               |
|    | Italia (bandiera) | D     | Luigi Panarelli            |
|    | Ghana (bandiera)  | D     | Bismark Ekye               |
|    | Italia (bandiera) | A     | Corrado Ianne              |
|    | Italia (bandiera) | D     | Martino Traversa           |
|    | Italia (bandiera) | D     | Daniel Niccolini           |
|    | Italia (bandiera) | D     | Marco Mugnaini             |
|    | Italia (bandiera) | D     | Manuele Guzzo              |
|    | Italia (bandiera) | D     | Michelangelo Minieri       |
|    | Italia (bandiera) | D     | Francesco Ardu             |
|    | Italia (bandiera) | D     | Carlo Cherubini            |
|    | Italia (bandiera) | C     | Raffaele Longo             |
|    | Italia (bandiera) | C     | Luca Ariatti               |
|    | Italia (bandiera) | C     | Angelo Di Livio (capitano) |
|    | Italia (bandiera) | C     | Marco Andreotti            |

| N. |                     | Ruolo | Calciatore           |
| -- | ------------------- | ----- | -------------------- |
|    | Italia (bandiera)   | C     | Attilio Nicodemo     |
|    | Italia (bandiera)   | C     | Claudio Bonomi       |
|    | Italia (bandiera)   | C     | Emanuele Matzuzzi    |
|    | Germania (bandiera) | C     | Karsten Hutwelker    |
|    | Italia (bandiera)   | C     | Marco Biagianti      |
|    | Italia (bandiera)   | C     | Simone Guerri        |
|    | Italia (bandiera)   | C     | Massimiliano Scaglia |
|    | Francia (bandiera)  | C     | Matthieu Bochu       |
|    | Italia (bandiera)   | C     | Riccardo Maspero     |
|    | Italia (bandiera)   | C     | Alessandro Diamanti  |
|    | Italia (bandiera)   | A     | Massimo Cicconi      |
|    | Italia (bandiera)   | A     | Cristiano Masitto    |
|    | Italia (bandiera)   | A     | Christian Riganò     |
|    | Italia (bandiera)   | A     | Alessandro Turchetta |
|    | Italia (bandiera)   | A     | Fabio Quagliarella   |
|    | Svezia (bandiera)   | A     | Björn Runström       |
|    | Italia (bandiera)   | A     | Felice Evacuo        |

(il numero di maglia variava a ogni partita)

## Calciomercato

### Sessione estiva(dall'1/7 al 31/8)
| Acquisti | Acquisti             | Acquisti    | Acquisti   |
| R.       | Nome                 | da          | Modalità   |
| -------- | -------------------- | ----------- | ---------- |
| P        | Andrea Ivan          | Livorno     | definitivo |
| P        | Francesco Scotti     | Cittadella  | prestito   |
| D        | Manuele Guzzo        | Cosenza     | definitivo |
| D        | Michelangelo Minieri | Catania     | prestito   |
| D        | Daniel Niccolini     | Catanzaro   | definitivo |
| D        | Alessandro Radi      | Perugia     | prestito   |
| D        | Marco Mugnaini       | Pisa        | definitivo |
| D        | Martino Traversa     | Cosenza     | definitivo |
| D        | Luigi Panarelli      | Crotone     | definitivo |
| D        | Roberto Ripa         | Ternana     | definitivo |
| D        | Francesco Ardu       | Atalanta    | prestito   |
| C        | Angelo Di Livio      | Fiorentina  | definitivo |
| C        | Marco Andreotti      | Lecco       | definitivo |
| C        | Emanuele Matzuzzi    | Reggiana    | prestito   |
| C        | Simone Guerri        | Fiorentina  | definitivo |
| C        | Raffaele Longo       | Palermo     | prestito   |
| C        | Marco Biagianti      | Fiorentina  | definitivo |
| C        | Karsten Hutwelker    | Saarbrücken | definitivo |
| C        | Attilio Nicodemo     | Chieti      | prestito   |
| C        | Claudio Bonomi       | Catania     | prestito   |
| A        | Fabio Quagliarella   | Torino      | prestito   |
| A        | Christian Riganò     | Taranto     | definitivo |
| A        | Alessandro Turchetta | Lazio       | prestito   |
| A        | Felice Evacuo        | Lazio       | prestito   |
| A        | Cristiano Masitto    | Lucchese    | definitivo |

| Cessioni | Cessioni | Cessioni | Cessioni |
| R.       | Nome     | a        | Modalità |
| -------- | -------- | -------- | -------- |

### Sessione invernale(dall'1/1 all'31/1)
| Acquisti | Acquisti             | Acquisti    | Acquisti   |
| R.       | Nome                 | da          | Modalità   |
| -------- | -------------------- | ----------- | ---------- |
| D        | Ekye Bismark         | Aglianese   | definitivo |
| D        | Carlo Cherubini      | Salernitana | definitivo |
| D        | Giuseppe Baronchelli | Catania     | definitivo |
| C        | Massimiliano Scaglia | Ancona      | definitivo |
| C        | Luca Ariatti         | Reggiana    | definitivo |
| C        | Matthieu Bochu       | Gubbio      | definitivo |
| C        | Riccardo Maspero     | Torino      | definitivo |
| C        | Alessandro Diamanti  | Prato       | prestito   |
| A        | Massimo Cicconi      | Catania     | definitivo |
| A        | Björn Runström       | Chievo      | definitivo |

| Cessioni | Cessioni             | Cessioni | Cessioni      |
| R.       | Nome                 | a        | Modalità      |
| -------- | -------------------- | -------- | ------------- |
| D        | Marco Mugnaini       | Olbia    | prestito      |
| C        | Claudio Bonomi       | Catania  | fine prestito |
| C        | Karsten Hutwelker    |          | rescissione   |
| C        | Emanuele Matzuzzi    | Reggiana | fine prestito |
| A        | Alessandro Turchetta | Lazio    | fine prestito |
| A        | Fabio Quagliarella   | Torino   | fine prestito |

## Risultati

### Serie C2

#### Girone di andata
| Firenze 9 ottobre 2002 1ª giornata | Florentia Viola    | 0 – 0 | Forlì | Stadio Artemio Franchi\| Arbitro: \| Brunialti (Trento) \| |
| Arbitro:                           | Brunialti (Trento) |       |       |                                                            |

| Arbitro: | Liberti (Genova) |

|            |           |               |
| Baiano 24’ | Marcatori | 90+4’ Masitto |

| Arbitro: | Tonolini (Milano) |

|                                          |           |            |
| Riganò 14’, 55’ Ripa 73’ Evacuo 88’, 90’ | Marcatori | 52’ Ciotti |

| Arbitro: | Ferraro (Crotone) |

|                                     |           |                                  |
| Bellucci 66’ Panarelli 90+2’ (aut.) | Marcatori | 16’, 44’ Riganò 54’ Quagliarella |

| Arbitro: | Zambon (Padova) |

|               |           |                |
| Andreotti 69’ | Marcatori | 19’ Martelloni |

| Arbitro: | Mariuzzo (Venezia) |

|                  |           |                          |
| Gabbriellini 25’ | Marcatori | 19’ Riganò 71’ Panarelli |

| Arbitro: | Squillace (Catanzaro) |

|               |           |                           |
| Turchetta 87’ | Marcatori | 35’, 66’ (rig.) Di Nicola |

| Arbitro: | Romeo (Verona) |

|           |           |              |
| Longo 35’ | Marcatori | 79’ Fiasconi |

| Arbitro: | Tagliavento (Terni) |

|                |           |  |
| Chadi 50’, 74’ | Marcatori |  |

| Arbitro: | Liberti (Genova) |

|                         |           |  |
| Riganò 7’, 90+4’ (rig.) | Marcatori |  |

| Arbitro: | M. Mazzoleni (Bergamo) |

|            |           |            |
| Bismark 3’ | Marcatori | 38’ Bonomi |

| Arbitro: | Giannoccaro (Lecce) |

|  |           |             |
|  | Marcatori | 82’ Cellini |

| Arbitro: | Herberg (Messina) |

|  |           |                 |
|  | Marcatori | 21’, 55’ Riganò |

| Arbitro: | Brunialti (Trento) |

|                        |           |  |
| Riganò 31’ (rig.), 55’ | Marcatori |  |

| Arbitro: | Marelli (Como) |

|  |           |            |
|  | Marcatori | 20’ Riganò |

| Arbitro: | Cenni (Imola) |

|                     |           |  |
| Ripa 42’ Riganò 70’ | Marcatori |  |

| Arbitro: | Carlucci (Molfetta) |

|  |           |            |
|  | Marcatori | 34’ Riganò |

#### Girone di ritorno
| Arbitro: | Tonolini (Milano) |

|  |           |                        |
|  | Marcatori | 7’ Riganò 52’ Nicodemo |

| Arbitro: | Tagliavento (Terni) |

|                         |           |  |
| Riganò 15’ Nicodemo 89’ | Marcatori |  |

| Arbitro: | Romeo (Verona) |

|  |           |                          |
|  | Marcatori | 74’ Riganò 83’ Andreotti |

| Arbitro: | Pantana (Macerata) |

|            |           |                           |
| Riganò 66’ | Marcatori | 26’ Chisena 74’ Spagnolli |

| Lucca 2 febbraio 2003 22ª giornata | Castelnuovo         | 0 – 0 | Florentia Viola | Stadio Porta Elisa\| Arbitro: \| Carlucci (Molfetta) \| |
| Arbitro:                           | Carlucci (Molfetta) |       |                 |                                                         |

| Firenze 16 febbraio 2003 23ª giornata | Florentia Viola   | 0 – 0 | Imolese | Stadio Artemio Franchi\| Arbitro: \| Tonolini (Milano) \| |
| Arbitro:                              | Tonolini (Milano) |       |         |                                                           |

| Arbitro: | M. Mazzoleni (Bergamo) |

|  |           |                        |
|  | Marcatori | 66’ Riganò 87’ Bismark |

| Arbitro: | Giannoccaro (Lecce) |

|              |           |                                            |
| Federici 37’ | Marcatori | 35’, 90’ (rig.) Riganò 44’ (aut.) Machetti |

| Arbitro: | Carlucci (Molfetta) |

|                                 |           |              |
| Cicconi 31’ Riganò 90+2’ (rig.) | Marcatori | 29’ Ghizzani |

| Gubbio 16 marzo 2003 27ª giornata | Gubbio          | 0 – 0 | Florentia Viola | Stadio Pietro Barbetti\| Arbitro: \| Zambon (Padova) \| |
| Arbitro:                          | Zambon (Padova) |       |                 |                                                         |

| Arbitro: | Mariuzzo (Venezia) |

|                                                   |           |  |
| Riganò 28’, 73’ Cicconi 60’ Longo 66’ Scaglia 80’ | Marcatori |  |

| Arbitro: | Tagliavento (Terni) |

|  |           |                       |
|  | Marcatori | 58’ Ripa 90+4’ Riganò |

| Arbitro: | Lena (Ciampino) |

|                                                      |           |                              |
| Cicconi 29’ Andreotti 37’ Riganò 79’ Baronchelli 81’ | Marcatori | 84’ (rig.), 90+2’ F. Ferrari |

| Arbitro: | Ferraro (Crotone) |

|               |           |            |
| Roncarati 85’ | Marcatori | 42’ Riganò |

| Arbitro: | Cenni (Imola) |

|                                   |           |  |
| Riganò 39’ Andreotti 60’ Ripa 83’ | Marcatori |  |

| Arbitro: | Zanardo (Conegliano) |

|  |           |                 |
|  | Marcatori | 39’, 84’ Riganò |

| Firenze 11 maggio 2003 34ª giornata | Florentia Viola      | 0 – 0 | Sassuolo | Stadio Artemio Franchi\| Arbitro: \| Nicoletti (Macerata) \| |
| Arbitro:                            | Nicoletti (Macerata) |       |          |                                                              |

### Coppa Italia

#### Fase a gironi
| Firenze 21 agosto 2002 1ª giornata          | Florentia Viola | 0 – 1     | Pisa | Stadio Artemio Franchi (22.000 spett.) |
| \| \| \| \| \| \| Marcatori \| 51’ Frati \| |                 |           |      |                                        |
|                                             |                 |           |      |                                        |
|                                             | Marcatori       | 51’ Frati |      |                                        |

| Firenze 25 agosto 2002 2ª giornata | Prato | 3 – 1 | Florentia Viola | Stadio Artemio Franchi (18.000 spett.) |

| Firenze 28 agosto 2002 3ª giornata | Florentia Viola | 1 – 1 | Castelnuovo | Stadio Artemio Franchi\| Arbitro: \| Banti (Livorno) \| |
| Arbitro:                           | Banti (Livorno) |       |             |                                                         |

| Agliana 4 settembre 2002 4ª giornata | Aglianese | 4 – 0 | Florentia Viola | Stadio G. Bellucci |

## Statistiche

### Statistiche di squadra
| Competizione         | Punti | In casa | In casa | In casa | In casa | In casa | In casa | In trasferta | In trasferta | In trasferta | In trasferta | In trasferta | In trasferta | Totale | Totale | Totale | Totale | Totale | Totale | DR  |
| Competizione         | Punti | G       | V       | N       | P       | Gf      | Gs      | G            | V            | N            | P            | Gf           | Gs           | G      | V      | N      | P      | Gf     | Gs     | DR  |
| -------------------- | ----- | ------- | ------- | ------- | ------- | ------- | ------- | ------------ | ------------ | ------------ | ------------ | ------------ | ------------ | ------ | ------ | ------ | ------ | ------ | ------ | --- |
| Serie C2             | 70    | 17      | 9       | 5       | 3       | 31      | 11      | 17           | 11           | 5            | 1            | 25           | 9            | 34     | 20     | 10     | 4      | 56     | 20     | +36 |
| Coppa Italia Serie C | 3     | 2       | 0       | 1       | 1       | 1       | 2       | 2            | 0            | 0            | 2            | 1            | 7            | 4      | 0      | 1      | 3      | 2      | 9      | -7  |
| Totale               | 71    | 19      | 9       | 6       | 4       | 32      | 13      | 19           | 11           | 5            | 3            | 26           | 16           | 38     | 20     | 11     | 7      | 58     | 29     | +29 |

### Statistiche dei giocatori
| Giocatore       | Serie C2 | Serie C2 | Serie C2    | Serie C2   | Coppa Italia Serie C | Coppa Italia Serie C | Coppa Italia Serie C | Coppa Italia Serie C | Totale   | Totale | Totale      | Totale     |
| Giocatore       | Presenze | Reti     | Ammonizioni | Espulsioni | Presenze             | Reti                 | Ammonizioni          | Espulsioni           | Presenze | Reti   | Ammonizioni | Espulsioni |
| --------------- | -------- | -------- | ----------- | ---------- | -------------------- | -------------------- | -------------------- | -------------------- | -------- | ------ | ----------- | ---------- |
| M. Andreotti    | 27       | 4        | 1           | 0          | 0                    | 0                    | 0                    | 0                    | 27       | 4      | 1           | 0          |
| L. Ariatti      | 9        | 0        | 0           | 0          | 0                    | 0                    | 0                    | 0                    | 9        | 0      | 0           | 0          |
| G. Baronchelli  | 15       | 1        | 1           | 0          | 0                    | 0                    | 0                    | 0                    | 15       | 1      | 1           | 0          |
| E. Bismark      | 11       | 1        | 0           | 0          | 0                    | 0                    | 0                    | 0                    | 11       | 1      | 0           | 0          |
| M. Bochu        | 7        | 0        | 0           | 0          | 0                    | 0                    | 0                    | 0                    | 7        | 0      | 0           | 0          |
| C. Bonomi       | 17       | 1        | 0           | 0          | 0                    | 0                    | 0                    | 0                    | 17       | 1      | 0           | 0          |
| C. Cherubini    | 11       | 0        | 0           | 0          | 0                    | 0                    | 0                    | 0                    | 11       | 0      | 0           | 0          |
| M. Cicconi      | 11       | 3        | 0           | 0          | 0                    | 0                    | 0                    | 0                    | 11       | 3      | 0           | 0          |
| A. Di Livio     | 21       | 0        | 2           | 0          | 0                    | 0                    | 0                    | 0                    | 21       | 0      | 2           | 0          |
| A. Diamanti     | 3        | 0        | 0           | 0          | 0                    | 0                    | 0                    | 0                    | 3        | 0      | 0           | 0          |
| F. Evacuo       | 20       | 2        | 2           | 0          | 0                    | 0                    | 0                    | 0                    | 20       | 2      | 2           | 0          |
| M. Guzzo        | 21       | 0        | 5           | 1          | 0                    | 0                    | 0                    | 0                    | 21       | 0      | 5           | 1          |
| K. Hutwelker    | 10       | 0        | 1           | 0          | 0                    | 0                    | 0                    | 0                    | 10       | 0      | 1           | 0          |
| A. Ivan         | 34       | -20      | 0           | 0          | 0                    | 0                    | 0                    | 0                    | 34       | -20    | 0           | 0          |
| R. Longo        | 29       | 2        | 1           | 0          | 0                    | 0                    | 0                    | 0                    | 29       | 2      | 1           | 0          |
| C. Masitto      | 5        | 1        | 0           | 0          | 0                    | 0                    | 0                    | 0                    | 5        | 1      | 0           | 0          |
| R. Maspero      | 8        | 0        | 0           | 0          | 0                    | 0                    | 0                    | 0                    | 8        | 0      | 0           | 0          |
| E. Matzuzzi     | 6        | 0        | 0           | 0          | 0                    | 0                    | 0                    | 0                    | 6        | 0      | 0           | 0          |
| M. Minieri      | 22       | 0        | 2           | 1          | 0                    | 0                    | 0                    | 0                    | 22       | 0      | 2           | 1          |
| M. Mugnaini     | 1        | 0        | 0           | 0          | 0                    | 0                    | 0                    | 0                    | 1        | 0      | 0           | 0          |
| D. Niccolini    | 5        | 0        | 0           | 0          | 0                    | 0                    | 0                    | 0                    | 5        | 0      | 0           | 0          |
| A. Nicodemo     | 30       | 2        | 5           | 0          | 0                    | 0                    | 0                    | 0                    | 30       | 2      | 5           | 0          |
| L. Panarelli    | 13       | 1        | 0           | 1          | 0                    | 0                    | 0                    | 0                    | 13       | 1      | 0           | 1          |
| S. Parrini      | 0        | 0        | 0           | 0          | 2                    | 0                    | 0                    | 0                    | 2        | 0      | 0           | 0          |
| F. Quagliarella | 12       | 1        | 0           | 0          | 0                    | 0                    | 0                    | 0                    | 12       | 1      | 0           | 0          |
| A. Radi         | 2        | 0        | 0           | 0          | 0                    | 0                    | 0                    | 0                    | 2        | 0      | 0           | 0          |
| R. Ripa         | 31       | 4        | 1           | 0          | 0                    | 0                    | 0                    | 0                    | 31       | 4      | 1           | 0          |
| C. Riganò       | 32       | 30       | 0           | 0          | 0                    | 0                    | 0                    | 0                    | 32       | 30     | 0           | 0          |
| B. Runström     | 2        | 0        | 0           | 0          | 0                    | 0                    | 0                    | 0                    | 2        | 0      | 0           | 0          |
| M. Scaglia      | 12       | 1        | 0           | 0          | 0                    | 0                    | 0                    | 0                    | 12       | 1      | 0           | 0          |
| M. Traversa     | 21       | 0        | 1           | 1          | 0                    | 0                    | 0                    | 0                    | 21       | 0      | 1           | 1          |
| A. Turchetta    | 13       | 1        | 0           | 0          | 0                    | 0                    | 0                    | 0                    | 13       | 1      | 0           | 0          |